# اتحادیه رادیو تلویزیونی آسیا-اقیانوسیه

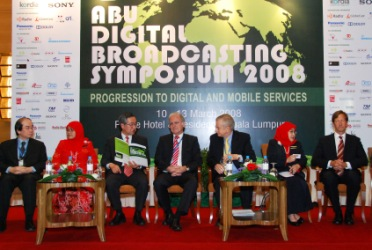
همایش اتحادیه رادیو تلویزیونی آسیا-اقیانوسیه (پخش دیجیتال) در ۲۰۰۸ میلادی

اتحادیه رادیو تلویزیونی آسیا-اقیانوسیه ABU در سال ۱۹۶۴ تأسیس شد. این اتحادیه با ۱۷۰ عضو از ۵۳ کشور جهان یکی از بزرگترین و حرفه‌ای‌ترین اتحادیه‌های رسانه‌ای در سطح جهان است. این اتحادیه از سال ۱۹۶۴ شروع به کار کرده و با هدف همکاری، هماهنگی، فعالیت‌های مشترک و رایزنی در حوزه‌های برنامه‌ای، فنی، آموزشی، ورزشی، حقوقی و نیروی انسانی در میان اعضاء در جهت تقویت و توسعه رادیو تلویزیون‌های منطقه آسیا و اقیانوسیه فعالیت می‌کند. این اتحادیه با ۳ میلیارد مخاطب در کشورهای مختلف بزرگترین و گسترده‌ترین تشکل رادیو تلویزیونی در جهان به شمار می‌رود.